# مالرسدورف-فافنبرگ
مالرسدورف-فافنبرگ (به آلمانی: Mallersdorf-Pfaffenberg) یک شهر در آلمان است که در بایرن واقع شده‌است.

## خصوصیات
مالرسدورف-فافنبرگ ۷۲٫۶۱ کیلومترمربع مساحت دارد ۴۱۱ متر بالاتر از سطح دریا واقع شده‌است.

## خواهرخوانده
شهر Paderno del Grappa خواهرخواندهٔ مالرسدورف-فافنبرگ هست.